# Fernando Correia Henriques de Noronha
Fernando Correia Henriques de Noronha (22 de Março de 1800 — ?) foi um administrador colonial português.

## Família
Filho de Fernando José Correia Brandão de Bettencourt Henriques de Noronha, 1.º Visconde da Torre Bela, e de sua mulher Emília Henriqueta Pinto de Sousa Coutinho, filha do 1.º Visconde com Grandeza de Balsemão.

## Biografia
19.º Governador representante ou em exercício da Colónia de São Tomé e Príncipe entre 1836 e 1837.
Não casou, sem geração.